# Megachile obliqua
Megachile obliqua är en biart som beskrevs av Mitchell 1930. Megachile obliqua ingår i släktet tapetserarbin, och familjen buksamlarbin. Inga underarter finns listade i Catalogue of Life.